# Kokujewia clementi
Kokujewia clementi is een vliesvleugelig insect uit de familie van de Argidae. De wetenschappelijke naam van de soort is voor het eerst geldig gepubliceerd in 1949 door Zirngiebl.